# كامبونوغارا
كامبونوغارا هي مدينة في منطقة البندقية الحضرية، فينيتو، إيطاليا. تقع غرب الطريق SP13 غير بعيدة عن نهر برينتا. يعتمد اقتصادها على إنتاج النبيذ، وتصنيع الأحذية والمنتجات الجلدية.

## التاريخ
اشتق اسم المدينة من اللاتينية وتتكون من كلمتين campus بمعنى الحقل وnux وتعني الجوز، لاحقًا أصبح الاسم أبسط في اللغة الفينيسية ليصبح كامبونوغارا. يقف هذا الاسم كشاهد على المزارع القديمة النموذجية في الإقليم.
اشتق اسم فرازيوني كامبوفيراردو من الاسم الجرماني إيبرهارد، وهو على الأرجح رجل مشهور زار تلك المنطقة خلال القرن السابع. تأتي كلمة بروزولو من الكلمة اللاتينية praedium («الصندوق الزراعي الصغير»)، بينما تُرجمت بريماوري في عبارة "prato maggiore" («الحقل الأكبر»).

## المعالم السياحية الرئيسية
- كنيسة سانتي ماريا أسونتا إي بروسدوسيمو، تقع في وسط المدينة.
- كنيسة سانتي كيريكو إي جوليتا، في كامبوفيراردو.
- كنيسة بياتا فيرجين ديل روزاريو، في كامبوفيراردو.
- كنيسة سان ميشيل أركانجيلو في بروزولو
- كنيسة سان جيوفاني باتيستا، في بريماوري.

## من مشاهير البلدة
- أليساندرو تيرين، سباح إيطالي ولد في كامبونوغارا.

## المدن التوأم
- فوسانو، إيطاليا
- فينكوفسي، كرواتيا

## روابط خارجية
- Università Popolare di Camponogara نسخة محفوظة 26 سبتمبر 2019 على موقع واي باك مشين. (بالإيطالية)
- Istituto Comprensivo "Antonio Gramsci" Camponogara (بالإيطالية)